# 소병철
소병철(蘇秉哲, 1958년 2월 15일~)은 대한민국의 검사 출신 변호사, 정치인이다. 제21대 국회의원이다.

## 생애
1958년 전라남도 순천시에서 태어나서 광주제일고등학교와 서울대학교 법학과를 나왔으며, 1983년 제25회 사법시험에 합격했다.
1986년 검사로 임관하여 법무부 검찰과장·정책기획단장, 대검 범죄정보기획관을 거쳐 2007년 검사장으로 승진했고 법무부 기획조정실장, 대검 형사부장, 대전지검장, 대구고검장 등을 역임했다.
2013년 법무연수원장을 지낸 뒤 변호사로 개업하지 않고 농협대학교, 순천대학교, 법무연수원 석좌교수로 재직 중이다.

## 학력
- 순천성동국민학교 졸업
- 순천중학교 졸업
- 광주제일고등학교 졸업
- 서울대학교 법과대학 법학 학사
- 경북대학교 대학원 법학 명예박사
- 서울시립대학교 대학원 법학 박사

## 경력
- 1983: 제25회 사법시험 합격
- 1986: 사법연수원 15기 수료
- 1986.03: 서울지방검찰청 검사
- 1988.09: 마산지방검찰청 거창지청 검사
- 1989.09: 서울지방검찰청 서부지청 특별수사부 검사
- 1991.08: 법무부 검찰제2과 검사
- 1994.03: 서울지방검찰청 검사
- 1997.08: 대검찰청 검찰연구관
- 1998.08~1999.06: 제39대 수원지방검찰청 여주지청 지청장
- 1996.03: 서울지방검찰청 검사
- 2006.02: 대검찰청 범죄정보기획관
- 2007.03: 대전지방검찰청 차장검사 검사장
- 2008.03: 법무부 범죄예방정책국 국장
- 2009: 법무부 범죄예방정책국 국장
- 2009.08: 대검찰청 형사부 부장, 검사장
- 2010.07~2011.08: 제55대 대전지방검찰청 검사장
- 2011.08~2013.04: 제43대 대구고등검찰청 검사장
- 2012~2018.03: 헤이그 국제상설중재재판소 Permanent Court of Arbitration 재판관
- 2013.04~2013.12: 제38대 법무연수원장
- 한국소년보호협회 이사
- 2014.03: 농협대학교 석좌교수
- 2014.09: 순천대학교 사회과학대학 법학과 석좌교수
- 2015.10: 법무연수원 석좌교수
- 2016: 사학분쟁조정위원회 위원
- 2016~: 한국기자협회 자문위원장
- 순천대학교 사회과학대학 법학전공 석좌교수
- 2020.01~: 더불어민주당 입당
- 2020년 4월 15일: 대한민국 제21대 국회의원 선거 당선(전남 순천시·광양시·곡성군·구례군 갑, 더불어민주당, 초선)
- 2020.05~2024.05: 더불어민주당 전라남도당 순천시·광양시·곡성군·구례군 갑 지역위원회 위원장
- 2021.10 : 더불어민주당 국민의힘 총선개입 국기문란진상조사 TF 특별위원회 부위원장
- 2022.10~2023.06: 더불어민주당 정책위원회 상임부의장
- 2023.11~2024.05: 더불어민주당 정책위원회 제1정책조정위원장

### 의정 활동
- 2020.05~2024.05: 제21대 국회의원(전남 순천시·광양시·곡성군·구례군 갑, 더불어민주당, 초선)
  - 2020.06~2022.05: 제21대 국회 전반기 법제사법위원회 위원
  - 2020.07~2024.05: 서민금융활성화 및 소상공인포럼 구성의원
  - 2021.04~2021.04: 제21대 국회 대법관(천대엽) 임명동의에 관한 인사청문특별위원회 위원
  - 2021.10~2021.11: 제21대 국회 감사원장(최재해) 임명동의에 관한 인사청문특별위원회 위원
  - 2022.07~2023.06: 제21대 국회 후반기 정무위원회 위원
  - 2022.07~2024.05: 제21대 국회 후반기 정보위원회 위원
  - 2023.06~2024.05: 제21대 국회 후반기 법제사법위원회 간사

## 역대 선거 결과
| 실시년도 | 선거   | 대수 | 직책     | 선거구                              | 정당         | 득표수    | 득표율          | 순위 | 당락 | 비고 |
| -------- | ------ | ---- | -------- | ----------------------------------- | ------------ | --------- | --------------- | ---- | ---- | ---- |
| 2020년   | 총선   | 21대 | 국회의원 | 전남 순천시·광양시·곡성군·구례군 갑 | 더불어민주당 | 78,480 표 | \| \| 58.56% \| | 1위  |      | 초선 |
|          | 58.56% |      |          |                                     |              |           |                 |      |      |      |

## 소속 정당
| 소속 정당 | 소속 정당    | 소속 기간 | 비고      |
| --------- | ------------ | --------- | --------- |
|           | 더불어민주당 | 2020~현재 | 정계 입문 |

## 같이 보기
- 순천시의 국회의원
- 광양시의 국회의원
- 곡성군의 국회의원
- 구례군의 국회의원
- 순천시·광양시·곡성군·구례군 갑
- 법무연수원장